# アフリカヒゲシバ
アフリカヒゲシバ (Chloris gayana) は、ややオヒシバに似た姿のイネ科の草である。南アフリカ原産で熱帯地方では広く帰化している。別名をローズグラス (Rhodes grass) やローズソウという。

## 特徴
アフリカヒゲシバ(Chloris gayana Kunth)は、単子葉植物イネ科オヒゲシバ属の多年草である。日本本土ではあまり見られないが、沖縄などではごく普通の雑草になっている。
茎の基部は地上を横に這い、節ごとに根を下ろし、茎を立てる。立ち上がる茎は高さ0.8-1mに達する。葉は茎の節ごとに出て、長さ7-20cm、細長く、やや二つ折りになっている。葉はやや灰色を帯びた緑で、つやはない。葉の基部は葉鞘となるが、鞘は茎の節間より短く、葉身の基部に多くの毛がある。
花茎は直立する茎の先から伸びて直立し、先端に7-15本の軸が出る。それぞれの軸には柄のない小穂が密生し、軸よりかなり太く見える。それぞれの軸はやや斜めに伸びて真上から見ると放射状に広がる。
小穂は長さ3.5mm、淡い褐色で左右から偏平、やや末広がりな形で長いものは5mm程の芒がある。ただし芒はごく細い。そのため、花序の軸はふさふさした印象となる。

## 小穂の構造
小穂は普通3個の小花を含むが、最下のものが完全で、上のものほど退化する。包頴は単純で第一包頴は小穂の半分以下、第二包頴は小穂よりやや短く、短い芒がある。第一小花は完全で、護頴は先端から長さ2-5mmの芒を出す。第二小花は第一個花よりすべてにおいて小柄で、完全な花をつけることもあるが、雄花であったり、護頴のみとなることも多い。第三小花は痕跡的な護頴のみである。

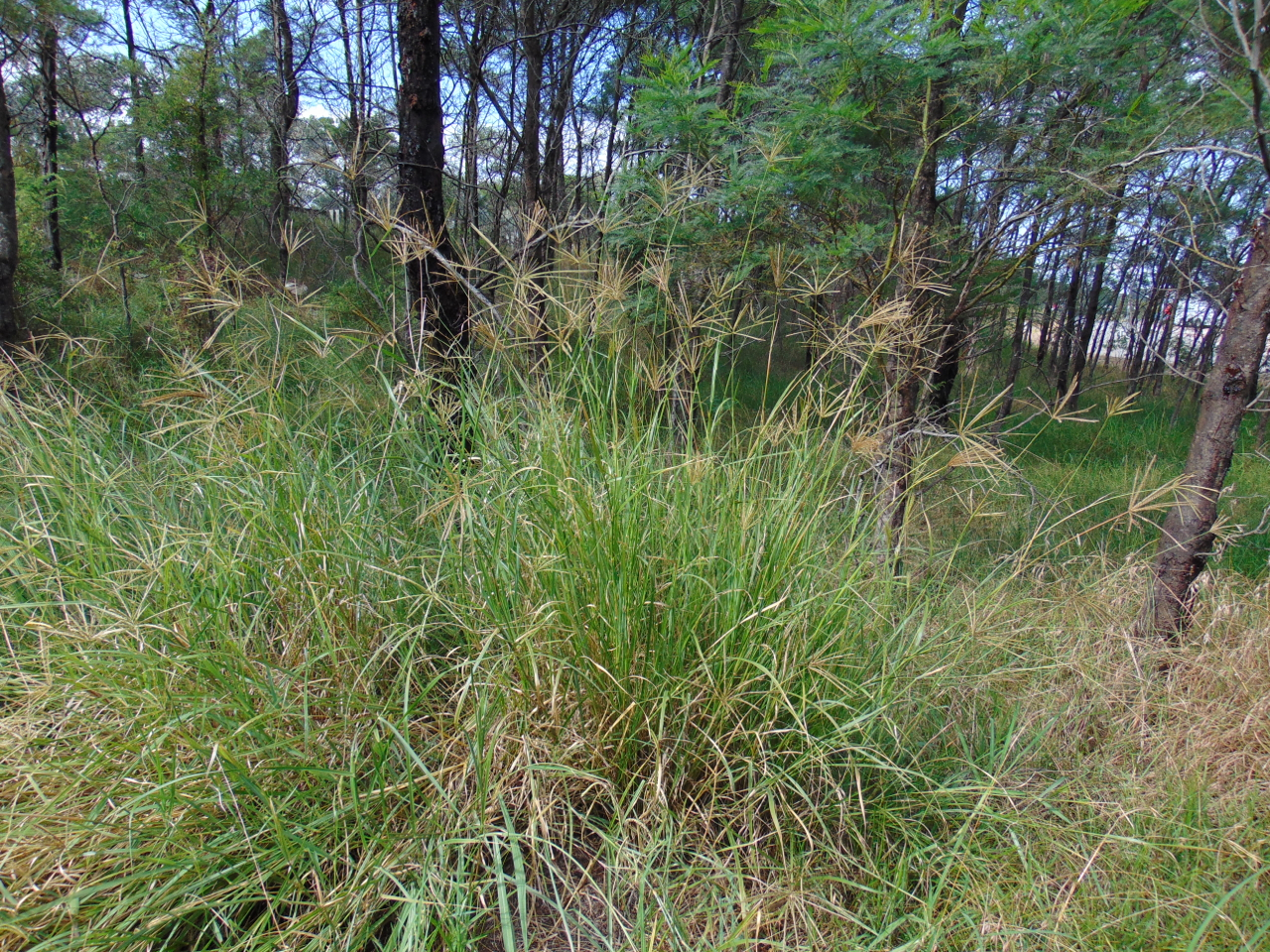
集団の様子
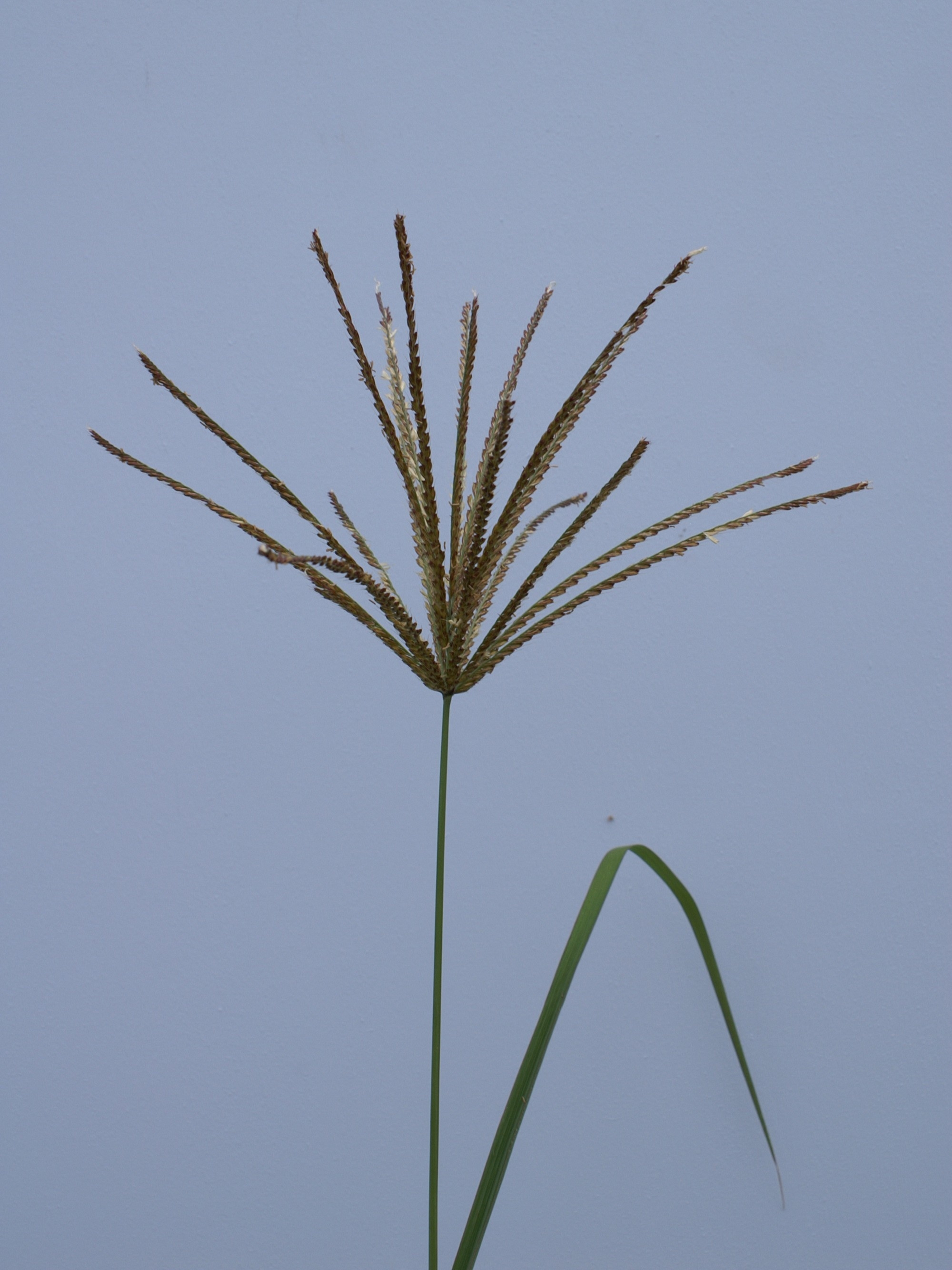
穂の様子
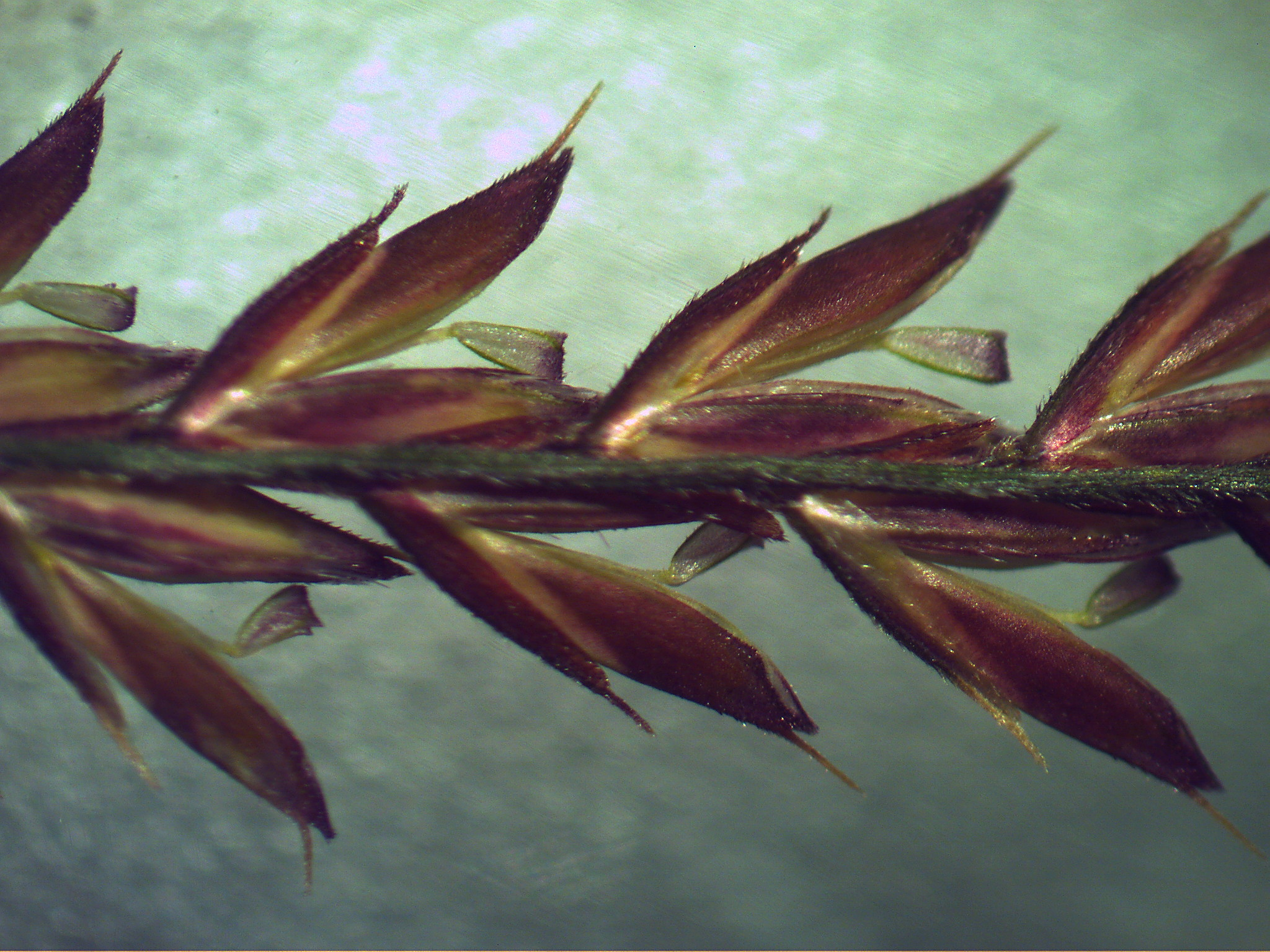
小穂とその配置
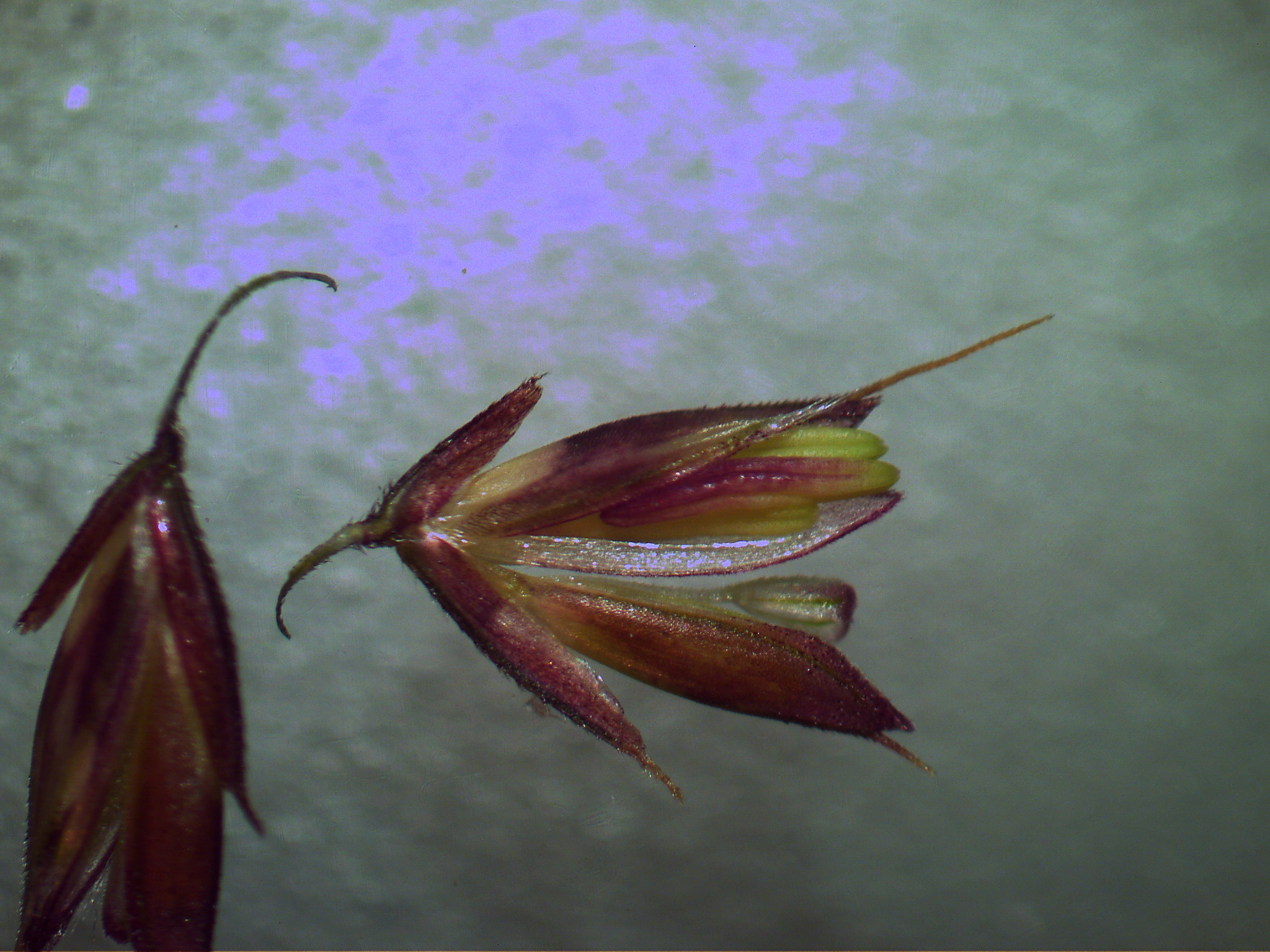
小穂

## 生育環境
乾燥した草地に生え、道路わきにもよく見られる。

## 分布
世界の熱帯域を中心に生育しているが、原産地は南アフリカ。セシル・ローズが牧草としてこれを世界的に広めたことで知られる。別名のローズソウあるいはローズグラスはこれにちなむものである。
日本では本州中部以南の各地に記録があるが、定着はしていないらしい。沖縄県ではごく普通の雑草としてよく見かけられる。

## 近似種等
柄の先端から放射状に軸を伸ばし、これに柄のない小穂が密生する姿はオヒシバやメヒシバ、ギョウギシバなどと共通で、穂が太く見える点ではややオヒシバに似るが、小穂に芒が多いので印象はかなり異なる。
同属のものは熱帯域を中心に世界で約40種があるが、日本に自生するものはない。移入種としては、この他に数種が知られるが、本土では安定して定着しているものとしてはオヒゲシバ C. virgata があるが、この種では花序の枝が寄り添うように上向きに伸びる。花序の枝が細く真っ直ぐに放射状に伸びるチャボヒゲシバ C. truncata は一時的帰化とされた。 沖縄県では数種が見られ、比較的普通なムラサキヒゲシバ（シマヒゲシバなどの異名あり） C. barbata Swartz は匍匐枝を出さず、穂が紫色を帯びる。